# Сенегал на зимних Олимпийских играх 2010
Сенегал был представлен на зимних Олимпийских играх 2010 одним горнолыжником. Это пятое участие страны на зимних Олимпийских играх. Как и на предыдущей Олимпиаде в Турине, единственным представителем сенегальской сборной стал горнолыжник Лейти Сек, который выступил в двух технических видах программы.

## Результаты соревнований

### Горнолыжный спорт
Мужчины
| Соревнование      | Спортсмены | 1 попытка | 2 попытка | Всего   | Место |
| ----------------- | ---------- | --------- | --------- | ------- | ----- |
| Гигантский слалом | Лейти Сек  | 1:32,32   | 1:33,82   | 3:06,14 | 73    |
| Слалом            | Лейти Сек  | DNF       | —         | —       | —     |